# Ragged Flag
Ragged Flag è una etichetta discografica fondata  nel 2007 dai membri del gruppo The Prodigy che si appoggia al Gruppo Cooking Vinyl.